# ساري ياتاق
ساري ياتاق هي قرية في مقاطعة خدا أفرين، إيران. عدد سكان هذه القرية هو 54 في سنة 2006.